# Olympische Sommerspiele 2000/Leichtathletik – 400 m Hürden (Männer)

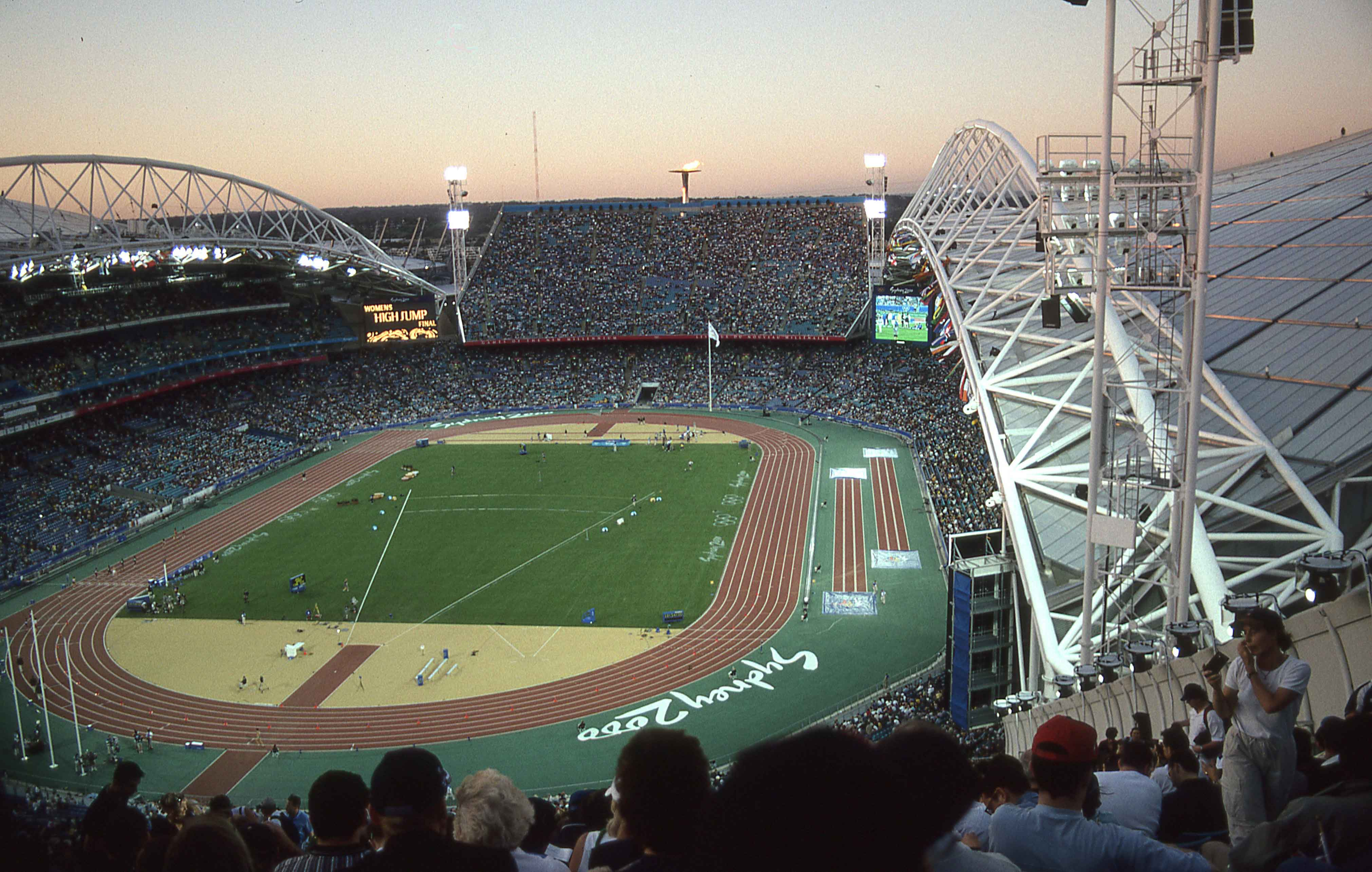
Das frühere ANZ Stadium von Sydney während der Olympischen Spiele 2000

Der 400-Meter-Hürdenlauf der Männer bei den Olympischen Spielen 2000 in Sydney wurde am 24., 25. und 27. September 2000 im Stadium Australia ausgetragen. 62 Athleten nahmen teil.
Olympiasieger wurde der US-Amerikaner Angelo Taylor. Er gewann vor Hadi Soua’an al-Somaily aus Saudi-Arabien und dem Südafrikaner Llewellyn Herbert.
Für Deutschland ging Thomas Goller an den Start, der im Halbfinale ausschied.

Athleten aus der Schweiz, Österreich und Liechtenstein nahmen nicht teil.

## Aktuelle Titelträger
| Olympiasieger 1996                      | Derrick Adkins ( USA)                    | 47,54 s | Atlanta 1996    |
| Weltmeister 1999                        | Fabrizio Mori ( Italien)                 | 47,72 s | Sevilla 1999    |
| Europameister 1998                      | Paweł Januszewski ( Polen)               | 48,17 s | Budapest 1998   |
| Panamerikanischer Meister 1999          | Eronilde de Araújo ( Brasilien)          | 48,23 s | Winnipeg 1999   |
| Zentralamerika und Karibik-Meister 1999 | Victor Houston ( Barbados)               | 50,23 s | Bridgetown 1999 |
| Südamerika-Meister 1999                 | Eronilde de Araújo ( Brasilien)          | 49,13 s | Bogotá 1999     |
| Asienmeister 2000                       | Hadi Soua’an al-Somaily ( Saudi-Arabien) | 49,13 s | Jakarta 2000    |
| Afrikameister 2000                      | Sylvester Omodiale ( Nigeria)            | 49,81 s | Algier 2000     |
| Ozeanienmeister 2000                    | Ivan Wakit ( Papua-Neuguinea)            | 52,40 s | Adelaide 2000   |

## Rekorde

### Bestehende Rekorde
| Weltrekord         | 46,78 s | Kevin Young ( USA) | Barcelona, Spanien           | 6. August 1992 |
| Olympischer Rekord | 46,78 s | Kevin Young ( USA) | Finale OS Barcelona, Spanien | 6. August 1992 |

### Rekordverbesserungen
Es wurden zwei Kontinental- und drei Landesrekorde aufgestellt.
- Kontinentalrekorde:
  - 48,14 s (Asienrekord) – Hadi Soua’an al-Somaily (Saudi-Arabien), erstes Halbfinale am 25. September
  - 47,53 s (Asienrekord) – Hadi Soua’an al-Somaily (Saudi-Arabien), Finale am 27. September
- Landesrekorde:
  - 49,93 s – Chen Tien-wen (Chinesisch Taipeh), zweiter Vorlauf am 24. September
  - 51,28 s – Mowen Boino (Papua-Neuguinea), siebter Vorlauf am 24. September
  - 47,81 s – Llewellyn Herbert (Südafrika), Finale am 27. September

## Vorrunde
Insgesamt wurden acht Vorläufe absolviert. Für das Halbfinale qualifizierten sich pro Lauf die ersten zwei Athleten. Darüber hinaus kamen die acht Zeitschnellsten, die sogenannten Lucky Loser, weiter. Die direkt qualifizierten Läufer sind hellblau, die Lucky Loser hellgrün unterlegt.
Anmerkung: Alle Zeiten sind in Ortszeit Sydney (UTC+10) angegeben.

### Vorlauf 1
24. September 2000, 18:15 Uhr
| Platz | Name                 | Nation      | Zeit (s) |
| ----- | -------------------- | ----------- | -------- |
| 1     | Llewellyn Herbert    | Südafrika   | 49,25    |
| 2     | Thomas Goller        | Deutschland | 49,32    |
| 3     | Ruslan Maschtschenko | Russland    | 50,01    |
| 4     | Rohan Robinson       | Australien  | 50,80    |
| 5     | Willie Smit          | Namibia     | 50,89    |
| 6     | Carlos Zbinden       | Chile       | 51,36    |
| 7     | Victor Houston       | Barbados    | 51,51    |

### Vorlauf 2
24. September 2000, 18:22 Uhr
| Platz | Name                  | Nation                  | Zeit (s) | Anmerkung |
| ----- | --------------------- | ----------------------- | -------- | --------- |
| 1     | Fabrizio Mori         | Italien                 | 49,35    |           |
| 2     | Boris Gorban          | Russland                | 49,44    |           |
| 3     | Félix Sánchez         | Dominikanische Republik | 49,70    |           |
| 4     | Blair Young           | Australien              | 49,75    |           |
| 5     | Chen Tien-wen         | Chinesisch Taipeh       | 49,93    | NR        |
| 6     | Erick Keter           | Kenia                   | 50,06    |           |
| 7     | Kazuhiko Yamazaki     | Japan                   | 50,15    |           |
| 8     | Yvon Rakotoarimiandry | Madagaskar              | 50,15    |           |

### Vorlauf 3
24. September 2000, 18:29 Uhr
| Platz | Name               | Nation     | Zeit (s) |
| ----- | ------------------ | ---------- | -------- |
| 1     | Angelo Taylor      | USA        | 49,48    |
| 2     | Dinsdale Morgan    | Jamaika    | 49,64    |
| 3     | Ibou Faye          | Senegal    | 50,09    |
| 4     | Harijan Ratnayake  | Sri Lanka  | 50,43    |
| 5     | Erkinjon Isakow    | Usbekistan | 50,71    |
| 6     | Hillary Maritim    | Kenia      | 51,04    |
| 7     | Sylvester Omodiale | Nigeria    | 51,06    |

### Vorlauf 4

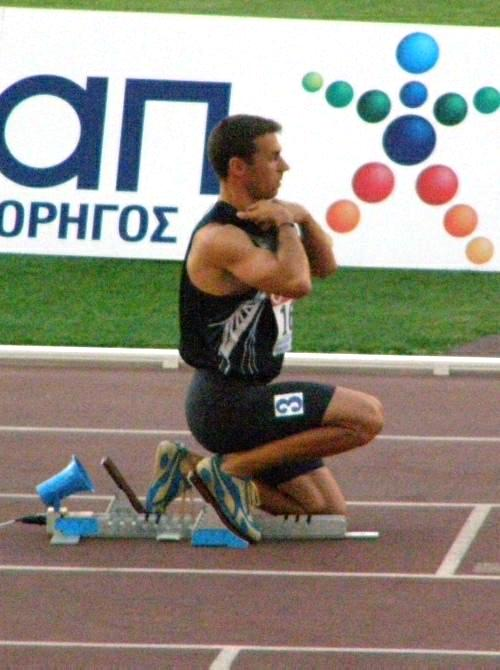
Periklis Iakovakis – ausgeschieden als Achter des ersten Vorlaufs

24. September 2000, 18:36 Uhr
| Platz | Name               | Nation       | Zeit (s) |
| ----- | ------------------ | ------------ | -------- |
| 1     | Jiří Mužík         | Tschechien   | 50,11    |
| 2     | Eric Thomas        | USA          | 50,16    |
| 3     | Periklis Iakovakis | Griechenland | 50,20    |
| 4     | Hideaki Kawamura   | Japan        | 50,68    |
| 5     | Vadim Zadoinov     | Moldau       | 51,08    |
| 6     | Mustapha Sdad      | Marokko      | 51,39    |
| 7     | Tom McGuirk        | Irland       | 51,73    |
| 8     | Lee Du-yeon        | Südkorea     | 52,61    |

### Vorlauf 5
24. September 2000, 18:43 Uhr
| Platz | Name                  | Nation         | Zeit (s) |
| ----- | --------------------- | -------------- | -------- |
| 1     | Christopher Rawlinson | Großbritannien | 51,30    |
| 2     | Paweł Januszewski     | Polen          | 51,40    |
| 3     | Tibor Bédi            | Ungarn         | 51,54    |
| 4     | Kenneth Harnden       | Simbabwe       | 51,83    |
| 5     | Leanid Werschinin     | Belarus        | 51,84    |
| 6     | Darko Juričić         | Kroatien       | 52,39    |
| 7     | Zahr-el-Din el-Najem  | Syrien         | 52,70    |
| 8     | Ilija Dschiwondow     | Bulgarien      | 54,36    |

### Vorlauf 6
24. September 2000, 18:49 Uhr
| Platz | Name                    | Nation         | Zeit (s) |
| ----- | ----------------------- | -------------- | -------- |
| 1     | Hadi Soua’an al-Somaily | Saudi-Arabien  | 49,28    |
| 2     | James Carter            | USA            | 49,41    |
| 3     | Alwyn Myburgh           | Südafrika      | 49,57    |
| 4     | Pedro Rodrigues         | Portugal       | 49,90    |
| 5     | Anthony Borsumato       | Großbritannien | 50,73    |
| 6     | Konstantinos Pochanis   | Zypern         | 51,20    |
| 7     | Matthew Beckenham       | Australien     | 51,27    |
| 8     | Ian Weakley             | Jamaika        | 52,18    |

### Vorlauf 7

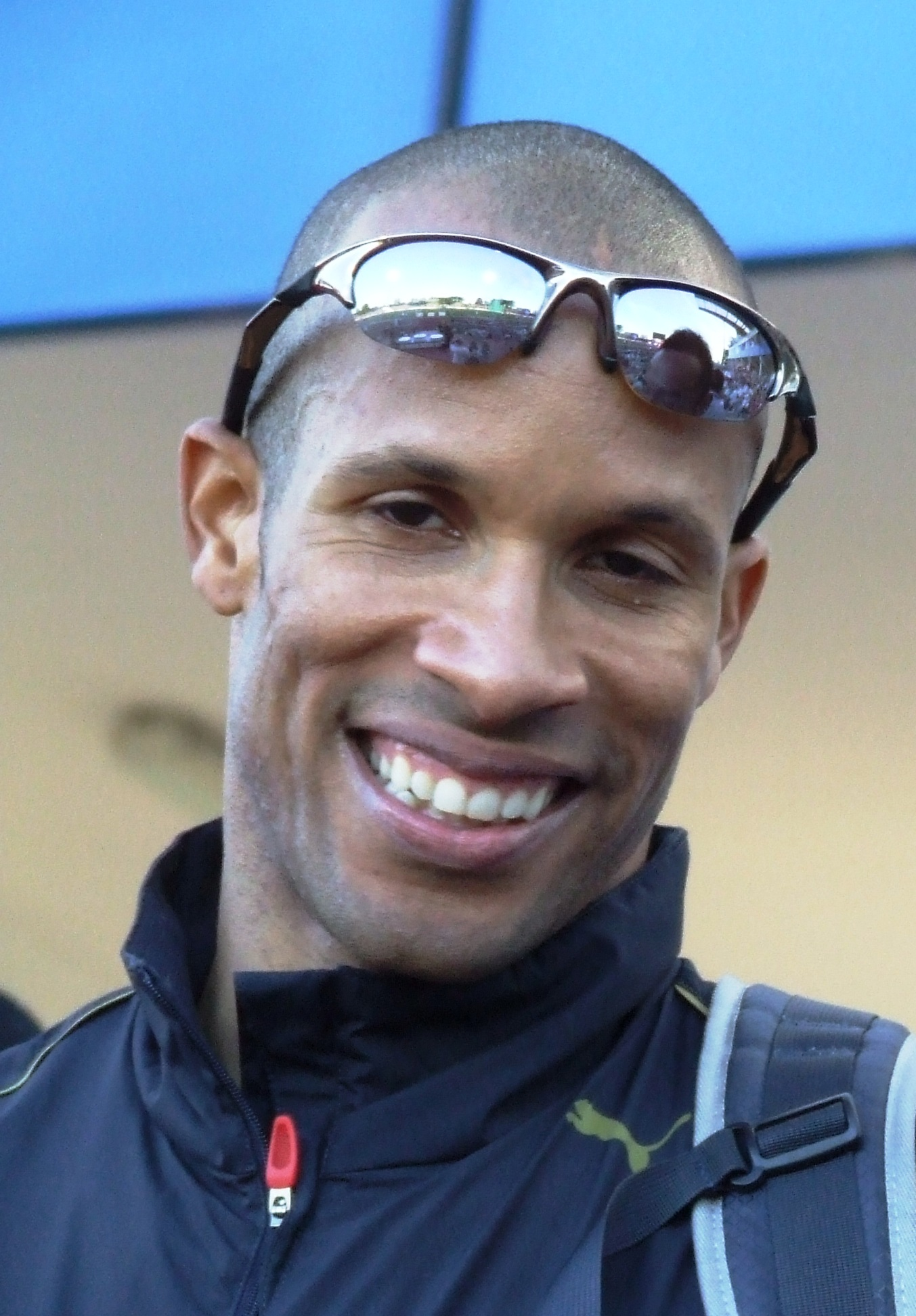
Kemel Thompson – ausgeschieden als Vierter des siebten Vorlaufs

24. September 2000, 18:55 Uhr
| Platz | Name              | Nation          | Zeit (s) | Anmerkung |
| ----- | ----------------- | --------------- | -------- | --------- |
| 1     | Samuel Matete     | Sambia          | 48,98    |           |
| 2     | Hennadij Horbenko | Ukraine         | 49,12    |           |
| 3     | Matthew Douglas   | Großbritannien  | 49,62    |           |
| 4     | Kemel Thompson    | Jamaika         | 50,40    |           |
| 5     | Zaid Abu Hamed    | Syrien          | 50,74    |           |
| 6     | Paul Tucker       | Guyana          | 50,92    |           |
| 7     | Radoslav Holúbek  | Slowakei        | 51,18    |           |
| 8     | Mowen Boino       | Papua-Neuguinea | 51,28    | NR        |

### Vorlauf 8

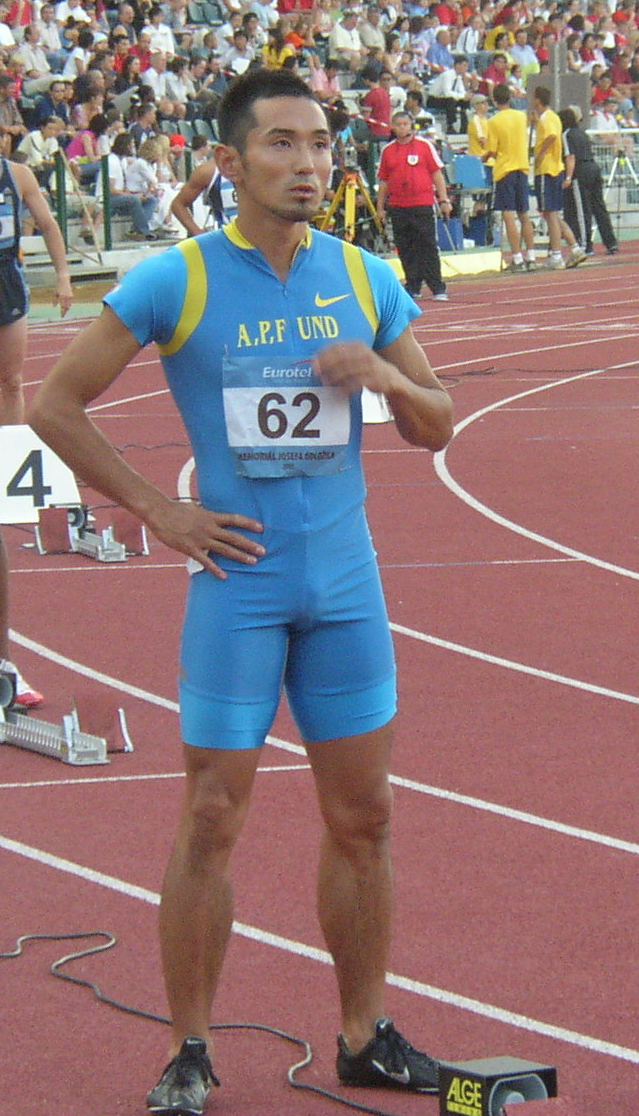
Dai Tamesue – ausgeschieden als Achter des achten Vorlaufs

24. September 2000, 19:01 Uhr
| Platz | Name                      | Nation         | Zeit (s) |
| ----- | ------------------------- | -------------- | -------- |
| 1     | Eronilde de Araújo        | Brasilien      | 50,06    |
| 2     | Giorgio Frinolli Puzzilli | Italien        | 50,27    |
| 3     | Wladislaw Schirjajew      | Russland       | 50,39    |
| 4     | Iñigo Monreal             | Spanien        | 51,32    |
| 5     | Siniša Peša               | BR Jugoslawien | 52,14    |
| 6     | Curt Young                | Panama         | 52,46    |
| 7     | Iain Harnden              | Simbabwe       | 54,01    |
| 8     | Dai Tamesue               | Japan          | 61,81    |

## Halbfinale
Für das Finale qualifizierten sich in den drei Läufen die ersten zwei Athleten. Darüber hinaus kamen die zwei Zeitschnellsten, die sogenannten Lucky Loser, weiter. Die direkt qualifizierten Läufer sind hellblau, die Lucky Loser hellgrün unterlegt.

### Lauf 1
25. September 2000, 19:45 Uhr
| Platz | Name                    | Nation            | Zeit (s) | Anmerkung |
| ----- | ----------------------- | ----------------- | -------- | --------- |
| 1     | Hadi Soua’an al-Somaily | Saudi-Arabien     | 48,14    | AS        |
| 2     | Fabrizio Mori           | Italien           | 48,40    |           |
| 3     | Hennadij Horbenko       | Ukraine           | 48,40    |           |
| 4     | Paweł Januszewski       | Polen             | 48,42    |           |
| 5     | Eric Thomas             | USA               | 49,25    |           |
| 6     | Thomas Goller           | Deutschland       | 49,28    |           |
| 7     | Pedro Rodrigues         | Portugal          | 49,48    |           |
| 8     | Chen Tien-wen           | Chinesisch Taipeh | 50,52    |           |

### Lauf 2

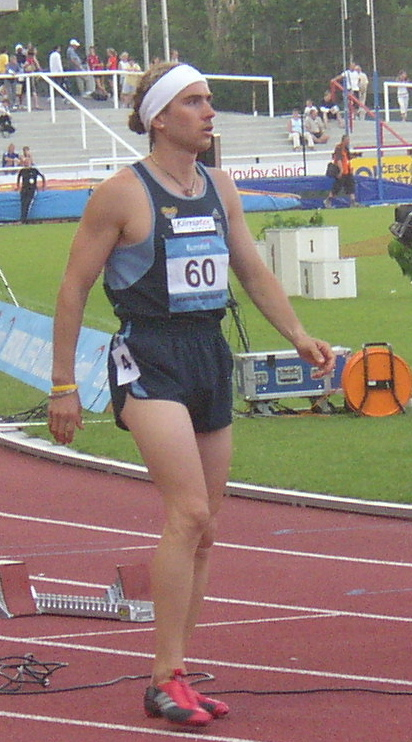
Jiří Mužík – ausgeschieden als Fünfter des zweiten Halbfinals
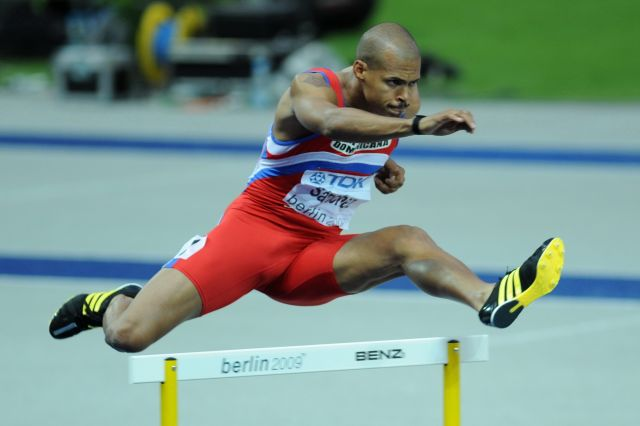
Félix Sánchez – in den kommenden Jahren einer der weltbesten 400-m-Hürdenläufer – scheiterte als Siebter des zweiten Halbfinals

25. September 2000, 19:52 Uhr
| Platz | Name                      | Nation                  | Zeit (s) |
| ----- | ------------------------- | ----------------------- | -------- |
| 1     | Llewellyn Herbert         | Südafrika               | 48,38    |
| 2     | Angelo Taylor             | USA                     | 48,49    |
| 3     | Ruslan Maschtschenko      | Russland                | 48,49    |
| 4     | Blair Young               | Australien              | 49,20    |
| 5     | Jiří Mužík                | Tschechien              | 49,23    |
| 6     | Christopher Rawlinson     | Großbritannien          | 49,25    |
| 7     | Félix Sánchez             | Dominikanische Republik | 49,69    |
| 8     | Giorgio Frinolli Puzzilli | Italien                 | 50,10    |

### Lauf 3
25. September 2000, 19:59 Uhr
| Platz | Name               | Nation         | Zeit (s) |
| ----- | ------------------ | -------------- | -------- |
| 1     | James Carter       | USA            | 48,48    |
| 2     | Eronilde de Araújo | Brasilien      | 48,76    |
| 3     | Samuel Matete      | Sambia         | 48,98    |
| 4     | Alwyn Myburgh      | Südafrika      | 49,25    |
| 5     | Boris Gorban       | Russland       | 49,29    |
| 6     | Matthew Douglas    | Großbritannien | 49,53    |
| 7     | Dinsdale Morgan    | Jamaika        | 50,23    |
| 8     | Erick Keter        | Kenia          | 51,25    |

## Finale
27. September 2000, 20:35 Uhr
| Platz | Name                    | Nation        | Zeit (s) | Anmerkung |
| ----- | ----------------------- | ------------- | -------- | --------- |
| 1     | Angelo Taylor           | USA           | 47,50    |           |
| 2     | Hadi Soua’an al-Somaily | Saudi-Arabien | 47,53    | AS        |
| 3     | Llewellyn Herbert       | Südafrika     | 47,81    | NR        |
| 4     | James Carter            | USA           | 48,04    |           |
| 5     | Eronilde de Araújo      | Brasilien     | 48,34    |           |
| 6     | Paweł Januszewski       | Polen         | 48,44    |           |
| 7     | Fabrizio Mori           | Italien       | 48,78    |           |
| 8     | Hennadij Horbenko       | Ukraine       | 49,01    |           |

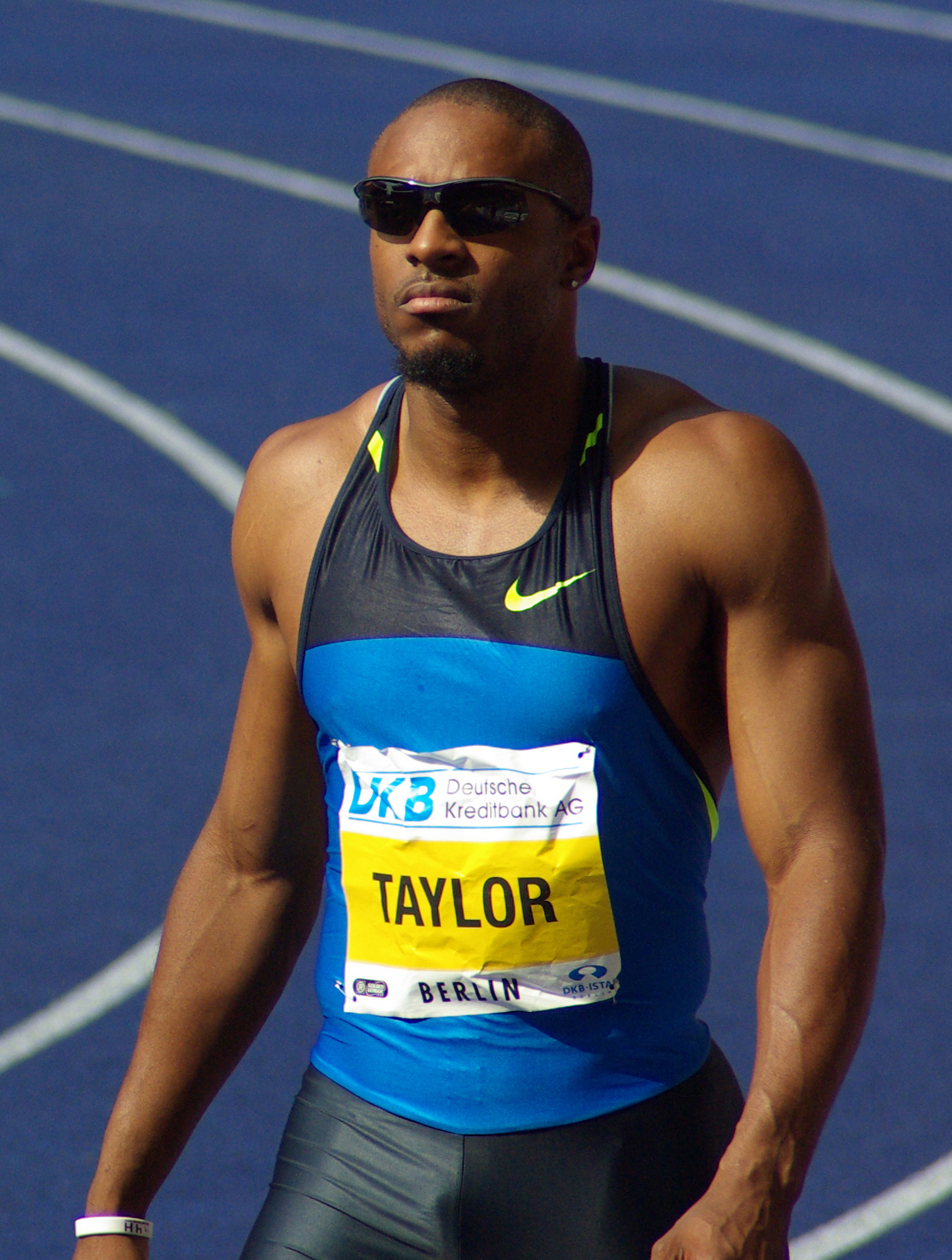
Olympiasieger Angelo Taylor

Für das Finale hatten sich zwei US-Amerikaner qualifiziert. Komplettiert wurde das Finalfeld durch je einen Starter aus Brasilien, Italien, Polen, Saudi-Arabien, Südafrika und der Ukraine.
Als Favoriten galten zwei Hürdenläufer mit ausgezeichneten Leistungen in der Olympiasaison. Dies waren der US-Amerikaner Angelo Taylor und der Südafrikaner Llewellyn Herbert. Sie trafen hier auf den italienischen Weltmeister Fabrizio Mori. Weitere Anwärter auf vordere Platzierungen waren vor allem der WM-Vierte Eronilde de Araújo aus Brasilien und der WM-Fünfte Paweł Januszewski aus Polen, gleichzeitig amtierender Europameister.
Das Finale wurde lange Zeit von dem überraschend starken Hadi Soua’an al-Somaily aus Saudi-Arabien angeführt. Taylor, auf der Bahn eins gestartet, kam zum Ende der Zielkurve näher an al-Somaily heran. Eingangs der Zielgeraden lag der Läufer aus Saudi-Arabien jedoch immer noch vorn. Knapp hinter ihm folgte Taylor vor seinem Landsmann James Carter. Nicht weit zurück liefen fast auf einer Linie de Araújo, Januszewski und Mori. Auf den letzten Metern wurde es immer enger zwischen Taylor und al-Somaily, der großes Stehvermögen zeigte. Im Ziel hatte Angelo Taylor mit gerade einmal drei Hundertstelsekunden Vorsprung in 47,50 s die Goldmedaille gewonnen. Hadi Soua’an al-Somaily verbesserte als Zweiter seinen Asienrekord aus dem Halbfinale noch einmal um 61 Hundertstelsekunden. Weitere achtzehn Hundertstelsekunden hinter ihm errang Llewellyn Herbert die Bronzemedaille. Die Ränge vier bis sechs belegten in dieser Reihenfolge James Carter, Eronilde de Araújo und Paweł Januszewski.
Angelo Taylor gewann im 22. olympischen Finale die siebzehnte Goldmedaille für die USA über 400 Meter Hürden. Es war der fünfte US-Sieg in Folge in dieser Disziplin.
Hadi Soua’an al-Somaily errang die erste olympische Medaille für Saudi-Arabien.

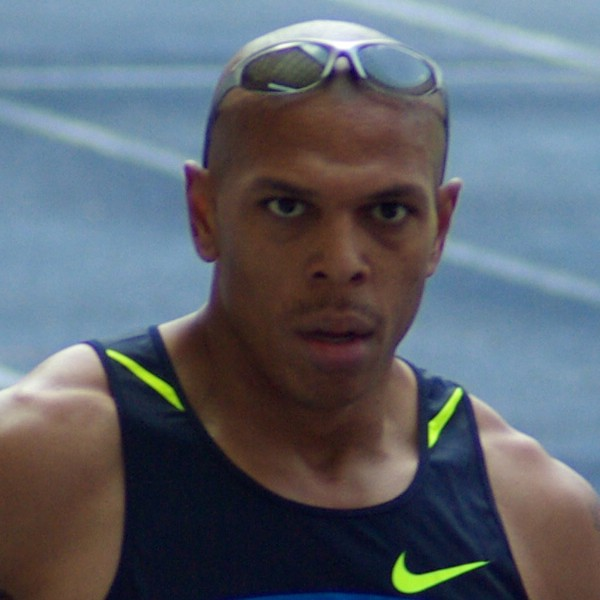
Der Olympiavierte James Carter
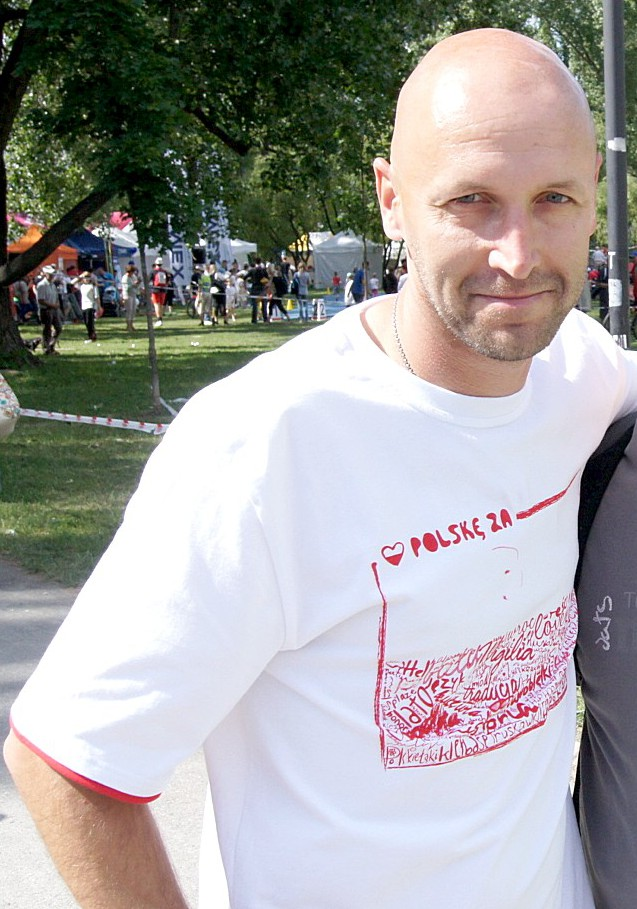
Paweł Januszewski belegte im Finale Rang sechs

## Videolinks
- Angelo Taylor- Sydney Olympics 400m Hurdles, youtube.com, abgerufen am 29. Januar 2022
- Sydney olympics 2000, 400M Hurdles Mens Race, youtube.com, abgerufen am 21. März 2018